# Ewander

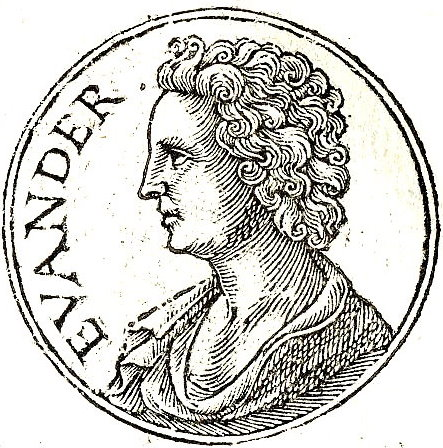
Wyobrażenie Ewandra w Promptuarii Iconum Insigniorum, 1553

Ewander (gr. Εὔανδρος Euandros 'dobry człowiek', łac. Evander, Euander) – w mitologii greckiej i rzymskiej syn Hermesa i Karmenty lub Echemosa i Timandry. Według innej wersji mitu syn króla Arkadii Pallasa. Po zabójstwie ojca (lub matki) opuścił Arkadię i udał się do Italii. Wydarzenie to miało mieć miejsce na kilka lat przed wojną trojańską.
W Lacjum założył osadę nazwaną Pallantium lub Palatium (Palatyn), w miejscu późniejszego Rzymu. Według legendy przeniósł do Lacjum znajomość pisma i muzyki, nauczył tubylców nowych praw i zaprowadził wśród nich kult bogów greckich. Gościł u siebie Herkulesa powracającego z trzodą Geriona oraz Eneasza, u boku którego walczył z Rutulami.
Po śmierci został deifikowany. Na Awentynie znajdował się poświęcony mu ołtarz.